# Vinícius Conceição da Silva
Vinícius Conceição da Silva (*Porto Alegre, Brasil, 7 de marzo de 1977), futbolista brasilero. Juega de defensa y su primer equipo fue Sporting de Lisboa. 

## Clubes
| Club               | País                     | Año       |
| ------------------ | ------------------------ | --------- |
| Sporting de Lisboa | Bandera de Portugal      | 1997-2001 |
| Standard Lieja     | Bandera de Bélgica       | 2001-2002 |
| Fluminense         | Bandera de Brasil        | 2002      |
| SC Internacional   | Bandera de Brasil        | 2002-2005 |
| Ulsan Hyundai      | Bandera de Corea del Sur | 2006      |
| Atlético Mineiro   | Bandera de Brasil        | 2007-     |

- Datos: Q2748338